# Шилово (Рузский городской округ)
Шилово — деревня сельского поселения Волковское Рузского района Московской области. Численность постоянно проживающего населения — 13 человек на 2006 год. До 2006 года Шилово входило в состав Покровского сельского округа.
Деревня расположена на севере района, примерно в 28 километрах севернее Рузы, в междуречье безымянных правых притоков реки Шиловка (правый приток Разварни), высота центра над уровнем моря 225 м.